# شی‌سوچین

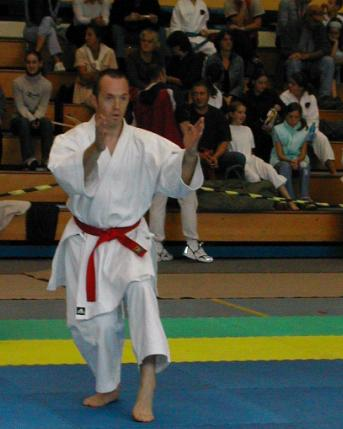
کاراته‌کایی در حال اجرای کاتای شی‌سوچین.

شی‌سوچین (به ژاپنی: 四向鎮 Shisochin)، (به معنی "نابود کردن از چهار جهت" یا "درگیری در چهار جهت")، یک کاتای سیستم ناهاته است که گفته می‌شود کانریو هیگااونا آن را ساخته است.

## تاریخچه و ویژگی‌ها
دربارهٔ به وجود آمدن آن دو عقیده وجود دارد: عقیده اول این است که از سبک درنای سفید یا سبک ببر در کونگ فوی شائولین گرفته شده اما در نظر دوم گفته شده که از سبک مانتیس  گرفته شده‌است. این کاتا در برخی از سبک‌های کاراته وجود دارد و یکی از دوازده کاتای اصلی سبک گوجوریو است.
گفته می‌شود که این کاتا را کانریو هیگااونا از استاد ریوریوکو در فوجیان چین آموخته و در اوکیناوا آموزش داده‌است. 
گفته می‌شود نسخه‌ای از آن نیز بدست سیشو آراگاکی آموزش داده می‌شده‌است.
این کاتا در حالت سانچین در سه کیودو و انجام سه نوکیته زوکی شروع می‌شود. در این کاتا از تکنیک‌های کایشو وازا (دست باز) استفاده می‌شود. حالت‌های این کاتا شامل وضعیت‌های بلند و کوتاهی هستند که ویژگی انطباق‌پذیری آن را نشان می‌دهند. به غیر از سانچین داچی، از آیومی داچی و زنکوتسو داچی هم در آن استفاده می‌شود. این کاتا قرینه است.
این کاتا شامل ضربات قدرتمند خطی (شوتی‌زوکی)، جابجایی‌های دایره‌ای و دفاع است و کاتای محبوب استاد چوجون میاگی بوده‌است.